# Dillwyn Knox
Alfred Dillwyn „Dilly“ Knox (* 23. Juli 1884 in Oxford; † 27. Februar 1943 in Hughenden, Buckinghamshire) war einer der ersten britischen Codeknacker in der etwa siebzig Kilometer  nordwestlich von London gelegenen zentralen militärischen Dienststelle Bletchley Park (B.P.). Dort wurden während des Zweiten Weltkriegs die von den deutschen Militärs mit der Enigma-Maschine verschlüsselten Funksprüche entziffert.
Er leitete in B.P. eine spezielle Gruppe namens ISK, was im dortigen Jargon und mit damals typischem Humor stand für Illicit Services Knox (deutsch „Unerlaubte Dienste Knox“) und subtil auf die „unbefugten“ Entzifferungstätigkeiten hindeutete.

## Leben

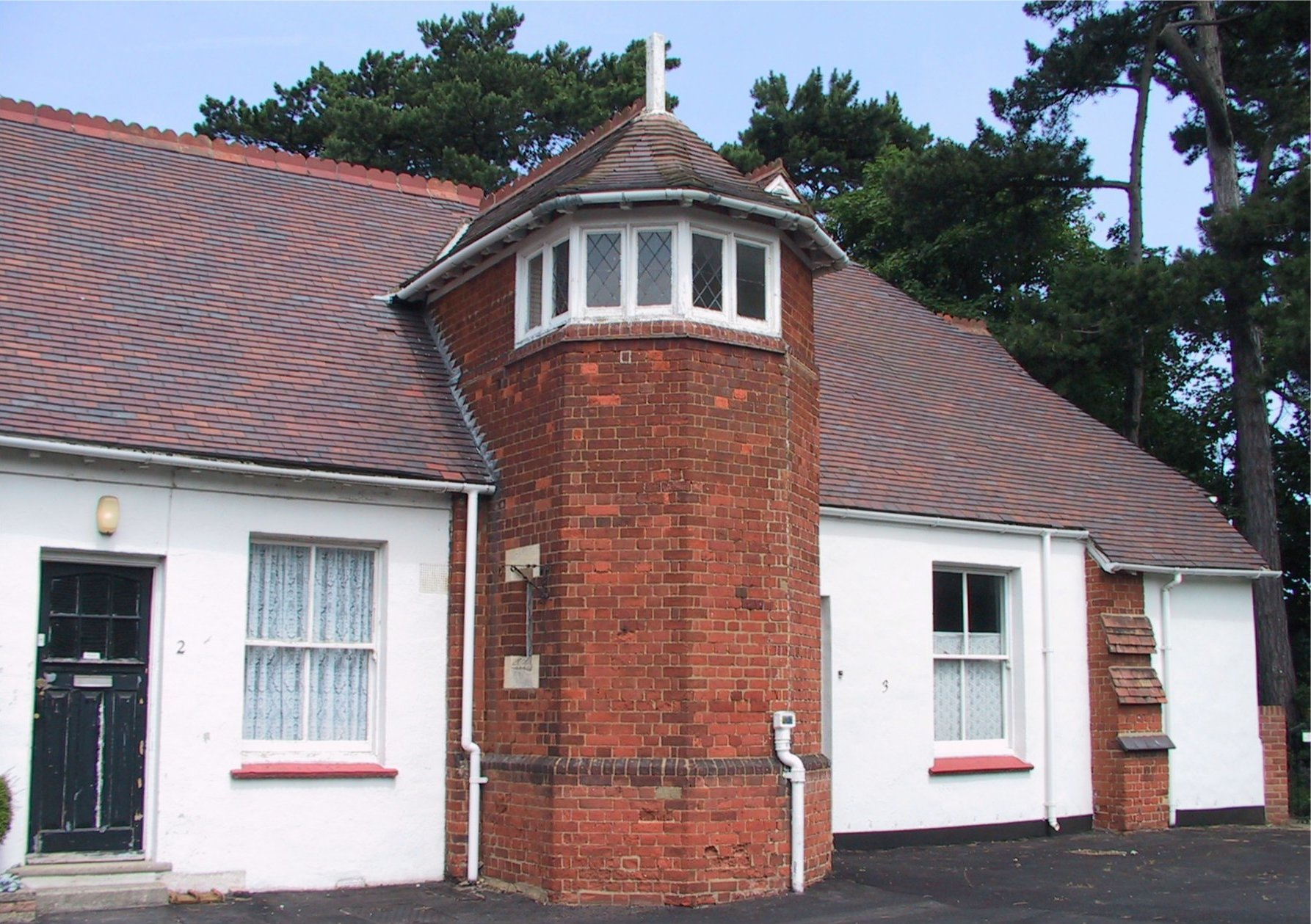
In diesem Gebäude (engl.: The Cottage) in Bletchley Park arbeitete Dilly Knox zusammen mit John Jeffreys und Alan Turing an der Entzifferung der Enigma.

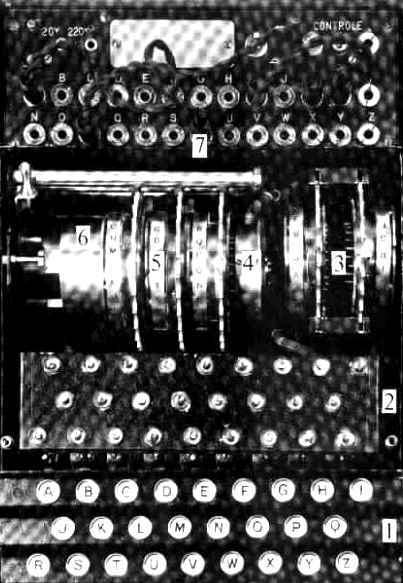
Beim polnischen ENIGMA-Nachbau waren Tasten (1), Lampen (2) und Steckbuchsen (7), wie bei der deutschen Enigma-C, einfach alphabetisch angeordnet.

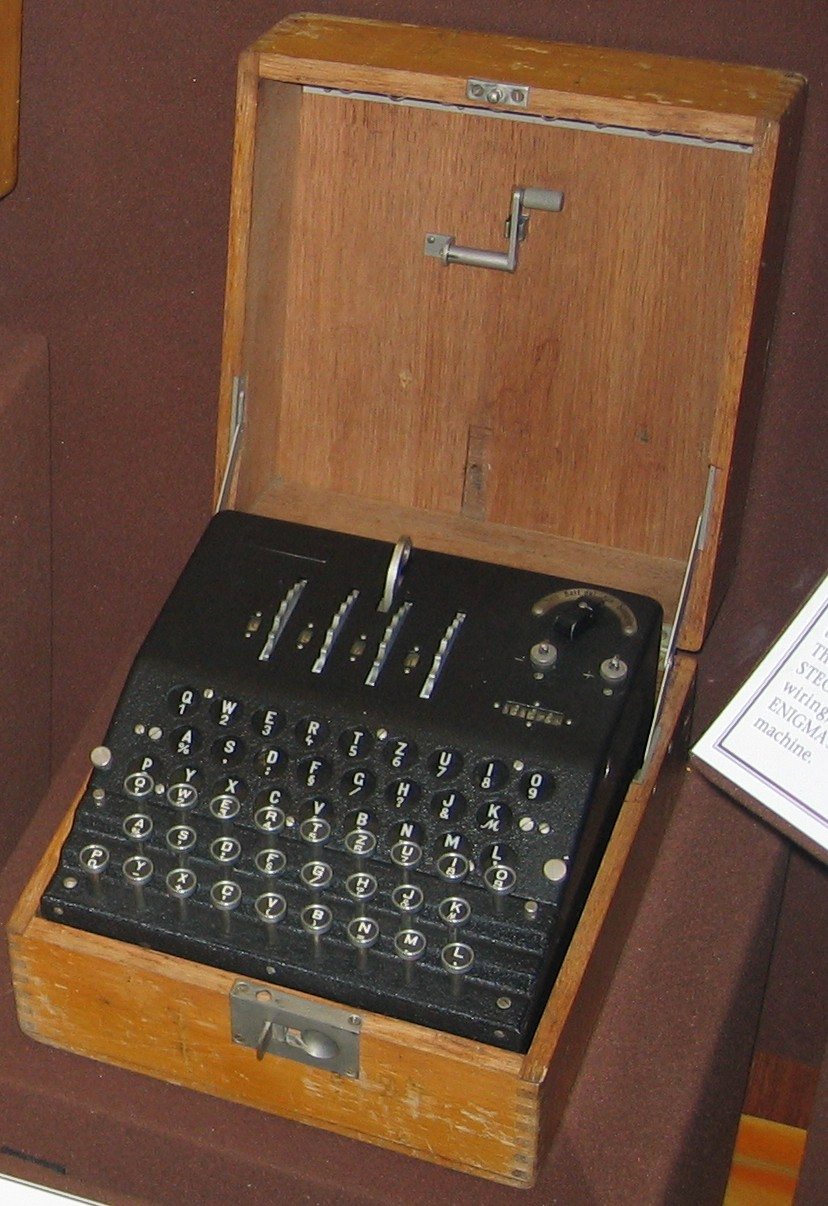
Die ENIGMA G der Abwehr verfügte über einen speziellen Walzensatz sowie eine rotierende Umkehrwalze

Dillwyn Knox war nach Ethel, Eddie und Winfried das vierte von sechs Kindern des anglikanischen Pfarrers und späteren Bischofs von Manchester Edmund Arbuthnott Knox. Er bekam seinen Vornamen nach seinem Urgroßvater Peter Dillwyn French, ehemaliger Vikar der Dreifaltigkeitskirche in Burton upon Trent. Zu seinen Brüdern gehörten die späteren Schriftsteller Edmund George Knox und Ronald Knox. Schon während des Ersten Weltkriegs hatte „Dilly“, wie ihn fast alle nur nannten, Erfahrungen in der Kryptanalyse deutscher Funksprüche gesammelt, als er im berühmten „Room 40“ erfolgreich deutsche U-Boot-Meldungen entzifferte. Nach dem Krieg entstand daraus die „Government Code and Cipher School“ („GC&CS“) und schließlich B.P. Zusammen mit Nigel de Grey und William Montgomery entzifferte er am 17. Januar 1917 das Zimmermann-Telegramm, wodurch in der Folge der amerikanische Eintritt in den Krieg gegen Deutschland ausgelöst wurde.
Bereits während der 1930er-Jahre arbeitete Knox als Kryptologe
an der Entzifferung von Enigma-Funksprüchen. Einen wesentlichen Anschub bekam seine analytische Arbeit, als es am 26. und 27. Juli 1939, kurz vor dem deutschen Überfall auf Polen, zu einem legendären Pyry-Geheimtreffen britischer, französischer und polnischer Codeknacker im Kabaty-Wald von Pyry, in der Nähe von Warschau, kam. Dabei offenbarten die polnischen Kryptoanalytiker um Marian Rejewski ihr gesamtes Wissen Dilly Knox und seinem Chef Commander Alastair Denniston.
Hierbei erlangte Dilly eine für den angestrebten Bruch der deutschen Maschine elementar wichtige Information, nachdem er Rejewski die Frage (wohl auf Französisch) gestellt hatte: Quel est le QWERTZU? (deutsch: „Was ist der QWERTZU?“; also sinngemäß: „Wie lautet die Verdrahtungsreihenfolge der Eintrittswalze?“). Rejewskis Antwort war: „ABCDEFG…“
Die Polen überreichten den Engländern auch ihre Enigma-Nachbauten (siehe Bild) inklusive aller fünf Walzen und erläuterten ihnen ihre erfolgreichen Methodiken zur Entzifferung der deutschen Funksprüche. Mithilfe dieser Informationen gelang es den Briten, die Arbeit der Polen erfolgreich fortzusetzen und die mit der Enigma verschlüsselten deutschen Funksprüche ab Frühjahr 1940 nahezu ohne Unterbrechung während des gesamten Zweiten Weltkriegs zu entziffern, insgesamt wurden es über zweieinhalb Millionen „geknackte“ Sprüche.
Eine der herausragenden Leistungen von Dilly Knox war, das von der deutschen Abwehr benutzte Enigma-Modell G (mit rotierender Umkehrwalze), zusammen mit seinen Mitarbeiterinnen Margaret Rock und Mavis Lever (siehe auch Frauen in Bletchley Park), zu brechen und so entscheidend dazu beizutragen, dass deutsche Agenten bereits bei ihrer Einreise abgefangen werden konnten. Dilly lenkte den ganzen Ruhm dieses wichtigen kryptanalytischen Durchbruchs auf seine Mitarbeiterinnen, die in B.P. als „Dilly’s girls“ hochgeachtet waren, und lobte sie unter anderem mit den Worten „Give me a Lever and a Rock and I will move the Universe.“ (deutsch: „Gib mir eine Lever und eine Rock, und ich werde das Universum bewegen“ als Wortspiel mit den Nachnamen seiner beiden Mitarbeiterinnen (Lever deutsch Hebel und Rock deutsch Fels) auch zu lesen als „Gib mir einen Hebel und einen Fels, und ich werde das Universum bewegen“ mit unzweifelhaftem Bezug auf das Archimedes zugeschriebene Zitat zu seinem Hebelgesetz „Gebt mir einen festen Punkt, und ich hebe die Welt aus den Angeln“).
Die enttarnten deutschen Agenten wurden anschließend nicht einfach nur eliminiert, sondern es gelang dem britischen Inlandsgeheimdienst MI5, viele von ihnen „umzudrehen“ und im Rahmen des Systems Double Cross (deutsch: „Doppelkreuz“) als Doppelagenten einzusetzen. Zusammen mit den aus ENIGMA-G-Sprüchen entzifferten Informationen erhielt der MI5 ein so detailliertes und zutreffendes Bild über die Pläne und den Wissensstand der Abwehr, dass jeder einzelne noch in Großbritannien operierende deutsche Agent genau bekannt war und gezielt kontrolliert und manipuliert werden konnte. Dies wurde auch zur Desinformation der deutschen Führung genutzt (siehe auch: Operation Fortitude) und trug unter anderem wesentlich zum alliierten Erfolg am D-Day bei, also der erfolgreichen Landung der Alliierten in der Normandie (Operation Overlord).
Dillwyn Knox erlebte diesen Erfolg nicht mehr. Er verstarb noch während des Krieges, erst 58 Jahre alt, an Lymphdrüsenkrebs. Mavis setzte ihm im Jahr 2011 ein literarisches Denkmal mit der Biografie „Dilly – The Man Who Broke Enigmas“ (deutsch: „Dilly – Der Mann, der Enigmas brach“; aber auch zu lesen als: „Der Mann, der Rätsel löste“).